# هامد (موريتانيا)
هامد هي بلدة ريفية موريتانية تقع في مقاطعة كنكوصة في منطقة ولاية العصابة الواقعة في جنوب موريتانيا.

## الموقع
تقع بلدة هامد في جنوب مقاطعة كنكوصة في منطقة العصابة الواقعة في جنوب موريتانيا، وتبلغ مساحتها 2370 كيلومتر مربع، ويحدها من جهة الشمال بلدية كنكوصة وبلدية بلاجميل، ويحدها من جهة الشرق بلدية تناها، ويحدها من جهة الغرب بلدية لعوينات وبلدية ولد ينج وبلدية لحرج، بينما تحدها حدود الجمهورية الموريتانية مع مالي من جهة الحنوب.

## السكان
شهدت بلدة هامد نموًّا سكانيًّا ملحوظًا خلال القرن الحادي والعشرين، حيث ارتفع عدد سكان البلدة من 20867 نسمة في عام 2000، إلى 25916 نسمة في عام 2013 بمُعدل نمو سنوي بلغ 1.8٪ على مدى 13 عامًا.

## التاريخ
تأسست بلدة هامد بموجب المرسوم الصادر في 20 أكتوبر عام 1987 بشأن تأسيس البلديات الموريتانية. ويشغل يوسف ولد محمد محمود ولد دابه منصب عمدة بلدية هامد في الوقت الحالي.

## الاقتصاد
تُشكل الزراعة النشاط الاقتصادي الرئيسي لسكان بلدة هامد مثلهم في ذلك مثل سكان جميع البلدات الموريتانية الموجودة في المنطقة تقريبًا. ومع ذلك فلا يزال اقتصاد البلدة متواضعًا وهش بسبب ما يواجهه من عقبات تُعرقل محاولات تنميته، ولا سيما الظروف المناخية أو قلة الإمكانيات المتوفرة للمزارعين. وفي سبيل للتغلب على هذه المعوقات، قامت الحكومة الموريتانية بالتعاون مع المنظمات غير الحكومية المختلفة لتمويل عدد من المشاريع التي تُساعد على تحسين الظروف المعيشية لسكان البلدة.